# Чинцано
 Тази статия е за италианската марка вермут.  За селото в Северна Италия вижте Чинцано (Италия).  
„Чинцано“ (на италиански: Cinzano) е марка вермут, който се произвежда в Италия.
Произвеждат се 3 разновидности „Чинцано“:
- червено сладко Cinzano Rosso,
- бяло, по-сухо Cinzano Bianco,
- сухо Cinzano Extra Dry.

Марката „Чинцано“ е известна от 1757 г. Първоначално принадлежи на семейство Мароне, производители от Торино. Към настоящия момент принадлежи на групата Кампари.[ неясно? ]
Рекламен филм за Чинцано създава и Алън Паркър. В него участва Джоан Колинс.